# Liceum Ogólnokształcące im. Adama Mickiewicza w Węgrowie
Liceum Ogólnokształcące im. Adama Mickiewicza w Węgrowie – liceum ogólnokształcące w Węgrowie w woj. mazowieckim. Mieści się przy ulicy Adama Mickiewicza 3.

## Historia szkoły
Szkoła została otwarta w 1918 roku i do 1920 roku funkcjonowała pod nazwą Gimnazjum Koedukacyjne Polskiej macierzy szkolnej w Węgrowie. Józef Gołębiowski ofiarował na rzecz szkoły dwa domy i plac. Zajęcia odbywały się w budynku przy ulicy Ogrodowej (dziś Mickiewicza). Pierwszym dyrektorem był Stefan Czapliński. W 1920 roku nazwa szkoły została zmieniona na Gimnazjum Koedukacyjne Powiatowego Sejmiku Węgrowskiego w Węgrowie. Pierwszy egzamin dojrzałości odbył się w 1926 roku. Dalszy rozwój szkoły został zahamowany przez wybuch II wojny światowej. We wrześniu Niemcy zajęli budynek gimnazjum. Akta szkolne, kilka tysięcy książek i instrumenty muzyczne zostały ocalone przez Alojzego Żagana i Stanisława Wangrata. Już w listopadzie Halina Czyżewska, Stanisław Wangrat, Stanisław Zaręba i Alojzy Żagan zorganizowali tajne nauczanie w zakresie czterech klas gimnazjum. w 1952 roku nazwa szkoły ponownie została zmieniona na Państwowa Szkoła Ogólnokształcąca Stopnia Licealnego, a w 1956 roku rozpoczęto jej rozbudowę. W dniach 15–16 sierpnia 1958 roku, w czterdziestolecie istnienia placówki, odbył się I Zjazd Absolwentów Szkoły. Na II Zjeździe Absolwentów, który odbył się 10 lat później, zamieniono dotychczasowy sztandar. Patronem szkoły został Adam Mickiewicz, a nie jak do tej pory św. Jadwiga. Wtedy też ostatecznie zmieniono nazwę na Liceum Ogólnokształcące im. Adama Mickiewicza w Węgrowie. W szkole działało wiele kółek zainteresowań (np. szachowe, biologiczne, geograficzne, polonistyczne, teatralne, matematyczne). Prawie stu harcerzy działało w Szczepie ZHP im. K.K. Baczyńskiego. W roku 2003 powołane zostało Stowarzyszenie Ogólniak.  

## Dyrektorzy szkoły
- 1919–1919 – Stefan Czapliński
- 1919–1920 – Bolesław Kłodnicki
- 1921–1927 – Bronisław Pasławski
- 1927–1929 – Wacław Antosiewicz
- 1929–1933 – Stefan Chrupczałkowski
- 1933–1939 – Aleksy Chmielewski
- 1939–1945 – Stanisław Wangrat
- 1945–1945 – Joanna Szczygielska
- 1945–1947 – Maciej Lamparski
- 1947–1948 – Bolesław Laskowski
- 1948–1951 – Władysław Radliński
- 1951–1954 – Zbigniew Sopotnicki
- 1954–1955 – Jerzy Pitek
- 1955–1955 – Hieronim Krygier
- 1956–1964 – Jadwiga Szluchowa
- 1964–1965 – Alojzy Żagan
- 1965–1991 – Witold Małkowski
- 1991–1996 – Jan Mielniczek
- 1996–2001 – Lucjan Jachowicz
- 2001–2006 – Mariusz Szczupak
- 2006–2011 – Marek Dębski
- 2011–2021 – Małgorzata Janiuk
- od 2021 – Ewa Dmowska